# Ghiacciaio Vrachesh
Il ghiacciaio Vrachesh (in inglese Vrachesh Glacier) è un ghiacciaio lungo 10,3 km e largo 2,7, situato sulla costa di Nordenskjöld, nella parte orientale della Terra di Graham, in Antartide. In particolare, il ghiacciaio si trova sul versante sud-orientale dell'altopiano Detroit, a sud-ovest del ghiacciaio Kladorub e a nord-est del ghiacciaio Enravota, e da qui fluisce verso sud-est, per poi virare e est ed entrare nella cala Desislava, a nord-est della collina Richard.

## Storia
Il ghiacciaio Vrachesh è stato così battezzato dalla Commissione bulgara per i toponimi antartici in onore del villaggio di Vrachesh, nella Bulgaria occidentale.  